# 八十九人方案
八十九人方案是指香港特别行政區基本法諮詢委員會和起草委員會內八十九名工商派人士提出的特區政制方案，並以此為基礎，隨後成立了智庫工商專聯和自民聯等多個政治組織。同時間的主要政制方案還有民主派的一九零人政制方案和被視為協調兩者的雙查方案。

## 背景
八十九人小組（英語：Group of 89），或名基本法工商專業界諮委（Business and Professional Group of the Basic Law Consultative Committee），是指上世紀八十年代後期草擬《中華人民共和國香港特別行政區基本法》期間，由多名諮詢委員會和起草委員會成員在1986年4月組成的保守派政治壓力組織，對香港憲制改革和香港前途持保守取態。此組織由商人羅康瑞領頭，對抗民主派的一九零人。
當時一九零人同為諮詢委員會內，但立場屬於自由派，成員包括社區代表、社工和專業人士。對於1997年後特區選舉辦法的方案，八十九人則不同意民主派較為激進的政治訴求。由於八十九人與一九零人未能達成共識，直接導致查良鏞與查濟民提出協調兩派的雙查方案，並有部分獲北京政府採納。八十九人藉雄厚的財力，說服其他人反對廣泛民主化；又聘請公關公司拍攝短片，引用韓國學運示威者投擲汽油彈的例子，警告市民直選的危險性，又指責民主運動等同無政府主義和暴動，並以其他更佳政制選項佐證。不過影片引起激烈爭論，被批評誤導和不合邏輯。
工商專業界諮委之後發佈《未來香港特別行政區政府結構建議》，人稱「八十九人方案」。方案建議1997年後的行政長官由一個六百人選舉團選出，這選舉團還會選出四分一的立法會議員，而立法會一半議席由功能團體選舉產生，直選則佔四份之一。保守派支持溫和及規模小的政治改革，為香港帶來「繁榮穩定」和「高度自治」，歡迎港府繼續實施精英制度、避免政黨政治、維持獨立司法制度。另一方面，民主派的方案對比此則相對屬進步派。
工商界的建議成為草擬基本法時的其中一個方案，亦影響了《一九八七年代議政制發展檢討綠皮書》，當中部份內容可以見到工商界的影子。1989年天安門廣場示威被血腥鎮壓後，工商界對直選的強硬立場稍為軟化，並與民主派重啟對話，後來提出「折衷模式」，卻令小組分裂。小組內更為保守的一派，即羅德丞領導的新香港聯盟，提出更為親北京的方案。
領導工商專業界的羅康瑞在九七前後都極力反對港府民主化，擔心草根階層參政，又不斷譴責直選帶來的危險。工商界批評，那些認為透過民主就可抵抗北京的人想法幼稚，因為若果北京要干涉香港政務的話，任何政治體制都無法阻止。工商界強調，只有保持香港的繁榮穩定以及對中國的經濟價值，才能避免中國政府插手。
工商專業界諮委的核心委員之後成立香港工商專業聯會，並在1991年立法局首次直選前成立香港自由民主聯會。

## 部分成員
- 查伍小貞
- 陳少感
- 陳永棋
- 陳誠存
- 張鑑泉
- 鄭陶美蓉
- 鄭裕彤
- 張宇人
- 蔡德河
- 朱祖涵
- 莊紹樑
- 鍾期榮
- 鍾景輝
- 戴維信
- 霍華彬
- 馮國綸
- 夏利萊
- 何承天
- 何鍾泰
- 何鴻燊
- 胡法光
- 葉文慶
- 葉若林
- 嘉道理（英语：Lawrence Kadoorie）
- 簡福飴
- 郭文藻
- 郭志權
- 利榮康
- 李仲賢
- 梁振英
- 李景衡
- 李福兆
- 劉永齡
- 羅德丞
- 羅康瑞
- 陸孝佩
- 夏清忠
- 麥嘉霖（英语：I.R.A. MacCallum）
- 麥理士
- 蒙民偉
- 吳兆鵬
- 潘宗光
- 潘朝彥
- 潘國城
- 沙利士
- 司徒輝
- 蘇海文
- 沈茂輝
- 沈日昌
- 孫秉樞
- 孫城曾
- 陶學祁
- 鄧卿意
- 唐翔千
- 田北俊
- 堵綏滿
- 曾翼生
- 曾光道
- 謝懷志
- 伍淑清
- 曹宏威
- 黃光漢
- 黃匡源
- 黃宜弘
- 王敏超
- 黃允畋
- 雷興悟
- 吳坦
- 鄔維庸
- 伍小貞
- 徐四民
- 邱錫藩
- 楊孝華
- 榮智權
- 徐國烱
- 徐是雄